# Заветный (эсминец)
«Заветный» (рус. дореф. «Завѣтный») — эскадренный миноносец (контрминоносец) типа «Лейтенант Пущин». Первоначально намечался к именованию как «Карп».

## История строительства
Эскадренный миноносец заложен 1 (14) июля 1901 года на стапеле судостроительного завода «Наваль» ОНЗиВ в Николаеве по заказу Морского ведомства России. Спущен со стапеля в конце 1901 года. 9 (22) марта 1902 года зачислен в списки судов Черноморского флота, вступил в строй в 1903 году. 27 сентября (10 октября) 1907 года официально причислен к подклассу эскадренных миноносцев.

## История службы
В ноябре 1905 года корабль участвовал в Севастопольском вооружённом восстании.
В 1914 году «Заветный» прошёл капитальный ремонт в Лазаревском адмиралтействе Севастопольского порта. Принимал участие в Первой мировой войне. 18 июня 1919 года затоплен командой в Севастопольской бухте.
После Гражданской войны поднят, но в строй не вводился. 13 декабря 1923 года исключён из состава Военно-морских сил РККА.

## Командиры
- 1904 - Курош, Александр Парфёнович,
- 1906 - лейтенант Попов 2-й Андрей Андреевич,
- 1918 - старший лейтенант Краснопольский, Николай Александрович[2].